# Еврейский университет в Иерусалиме
Еврейский университет в Иерусалиме (ивр. האוניברסיטה העברית בירושלים‎) — крупнейший научный и учебный центр Израиля. Еврейский университет в Иерусалиме славится профессорами и учёными с мировым именем, а также лауреатами Нобелевской премии.
Основан в 1918, открыт в 1925 году, став первым в стране университетом и вторым высшим учебным заведением (после Техниона). Преподавание в университете со дня его основания ведётся на иврите.
В честь университета назван астероид (271763) Хебреву.
В 2023 году входил в первую сотню лучших университетов мира (86 место). Согласно рейтингу QS World University Rankings является лучшим высшим учебным заведением в стране.

## История
Идея создания университета обсуждалась на конгрессе Ховевей-Цион в Катовицах ещё в 1884 году, а затем на Первом сионистском конгрессе в Базеле в 1897 году. Обсуждение вопроса о создании Еврейского университета поднял Цви-Герман Шапиро. Первоначальный план здания университета был разработан британским архитектором сэром Патриком Геддесом, из проекта было построено только здание Национальной библиотеки, ныне библиотека Юридического факультета
Однако первый камень будущего здания университета был заложен только в 1918 году 24 июля на горе Скопус, при участии ведущих сионистских деятелей, глав британской власти, а также представителей арабской общины. Были заложены 13 камней. Доктор Хаим Вейцман заложил два камня и произнёс торжественную речь. В заложении камней принимал участие генерал Алленби, епископ Англиканской церкви, барон Ротшильд и филантроп И.-Л. Гольдберг, который финансировал покупку территории под строительство университета. На церемонии присутствовало около 6 000 человек: учёные, учителя, писатели, деятели искусства и школьники. В конце церемонии был исполнен будущий гимн будущего Израиля Атиква.
Альберт Эйнштейн посетил Эрец Исраэль в 1923 году с целью помочь Хаиму Вейцману продвинуть создание Еврейского университета. В одной из комнат единственного дома, доступного тогда университету, на горе Скопус, Эйнштейн прочитал лекцию о Теории относительности по-французски, вступительная часть его лекции прозвучала на иврите.
Часть территории на горе Скопус, где был позже построен университет, была продана Раабом Нашашиби в 1924 году. До официального открытия университета у него было два факультета: химии и изучение иудаизма, кафедра микробиологии и библиотека, где работали семь профессоров и 30 преподавателей. Перед официальной церемонией открытия университета местные арабы объявили всеобщую забастовку, а единственное здание университета было окружено чёрными флагами.
Строительство кампусов было закончено в 1925 году, а преподавание началось в 1928 году. В 1925 году при Университете так же был открыт Институт математики имени Эйнштейна. В период британского мандата в университете учились только на вторую и третью степень. Среди учредителей университета были крупнейшие европейские учёные, имевшие еврейские корни — такие, как Альберт Эйнштейн, Зигмунд Фрейд, Мартин Бубер. Идею создания университета также активно поддержал главный раввин Палестины Рав Кук. До 1948 года преподавание велось на горе Скопус. В 1939 году рядом с университетом была открыта Больница Хадасса как часть проекта открытия медицинского факультета.
После Войны за независимость она оказалась израильским анклавом в глуби иорданской территории, и далее продолжать учёбу в этом здании стало невозможно. Факультеты университета временно расположились в разных зданиях в Иерусалиме, пока в 1953 году не началось строительство нового кампуса в Гиват-Раме. Больница Хадасса и медицинский факультет были открыты заново в 1961 году в новом кампусе около Эйн Карема. В 1963 году Элизабет Гольдшмидт была основана лаборатория генетики (позже кафедра генетики). В 1967 году после Шестидневной войны учёба в кампусе на горе Скопус возобновилась, и большая часть факультетов вернулась туда.

## Права на наследие Эйнштейна
Альберт Эйнштейн завещал Еврейскому университету все свои письма и рукописи, а также права на коммерческое использование своего образа и имени.
В 2012 году Еврейский университет судился в Калифорнии с General Motors из-за использования компанией образа Эйнштейна в рекламе, однако суд решил, что права на использование образа перешли в общественное достояние через 50 лет после смерти Эйнштейна, то есть в 2005 году.

## Галерея

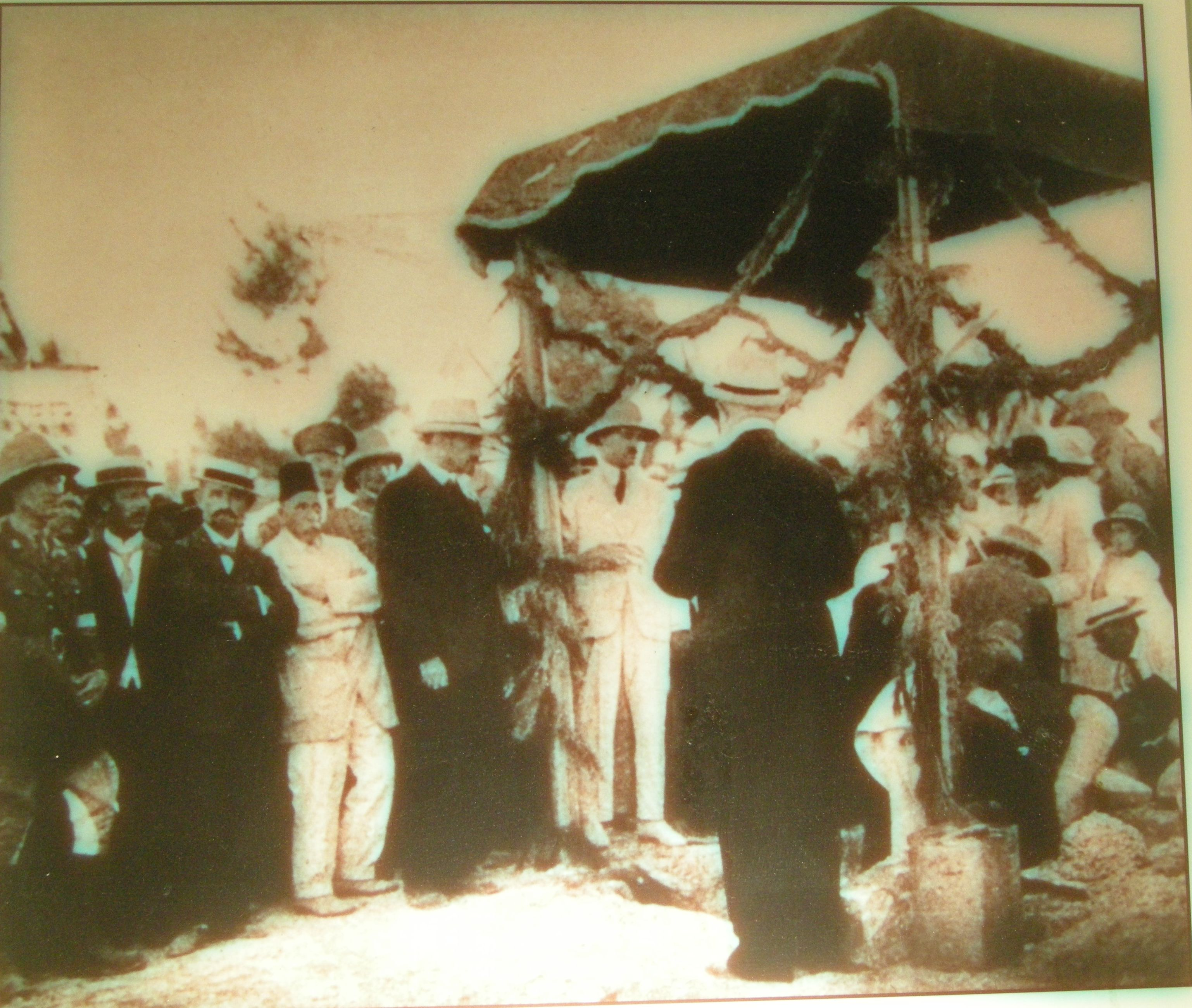
Церемония возложения краеугольного камня Еврейского университета на горе Скопус в 1918 году
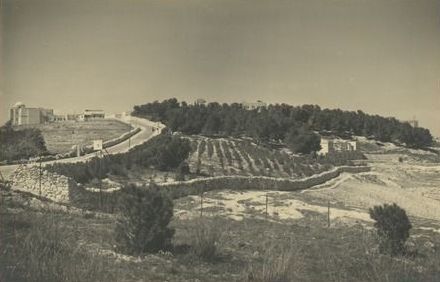
Еврейский университет, 1935 - 1937
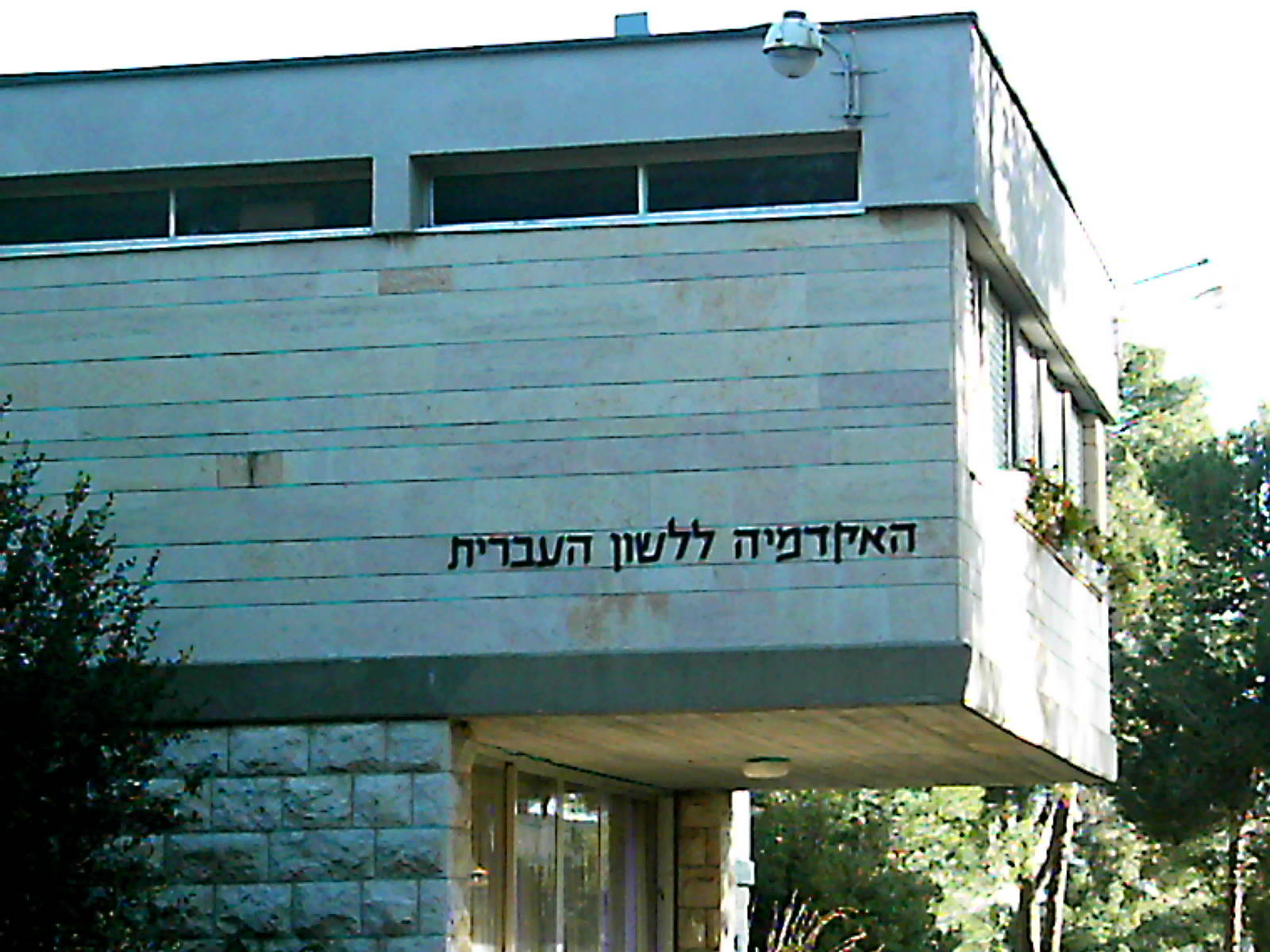
Академия языка иврит — Гиват-Рам
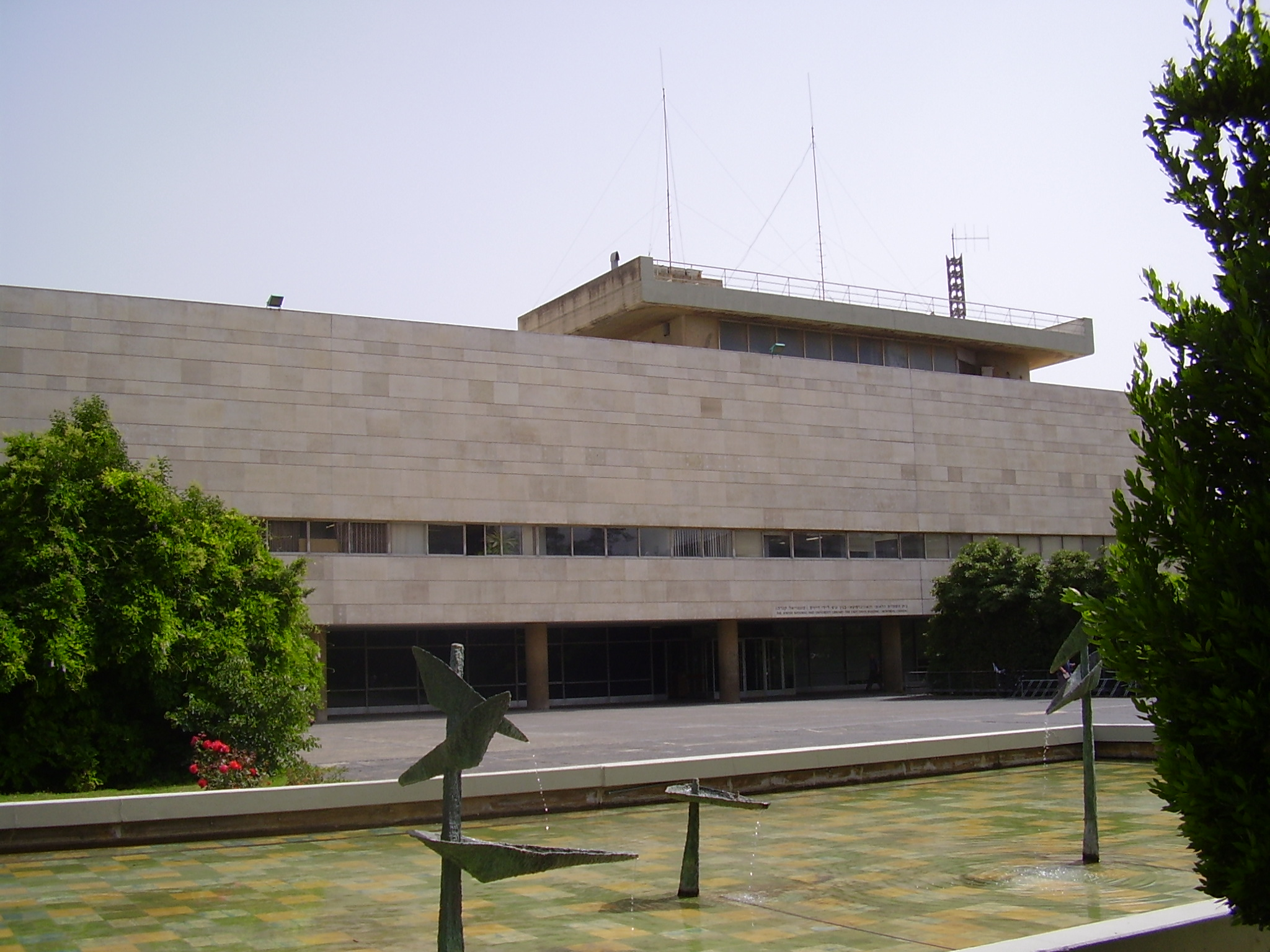
Национальная библиотека Израиля — Гиват-Рам
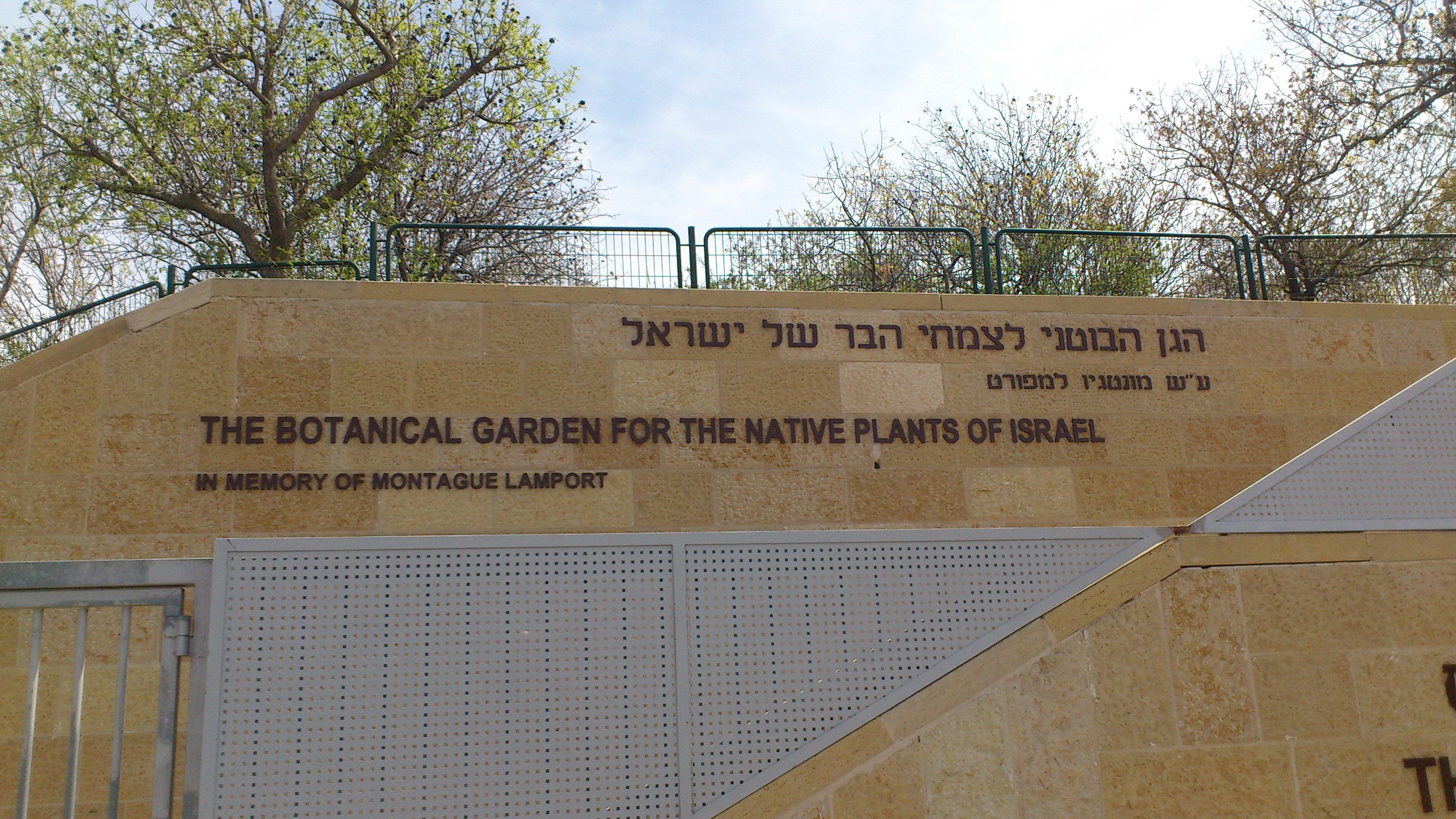
Национальный ботанический сад Израиля — Гора́ Ско́пус
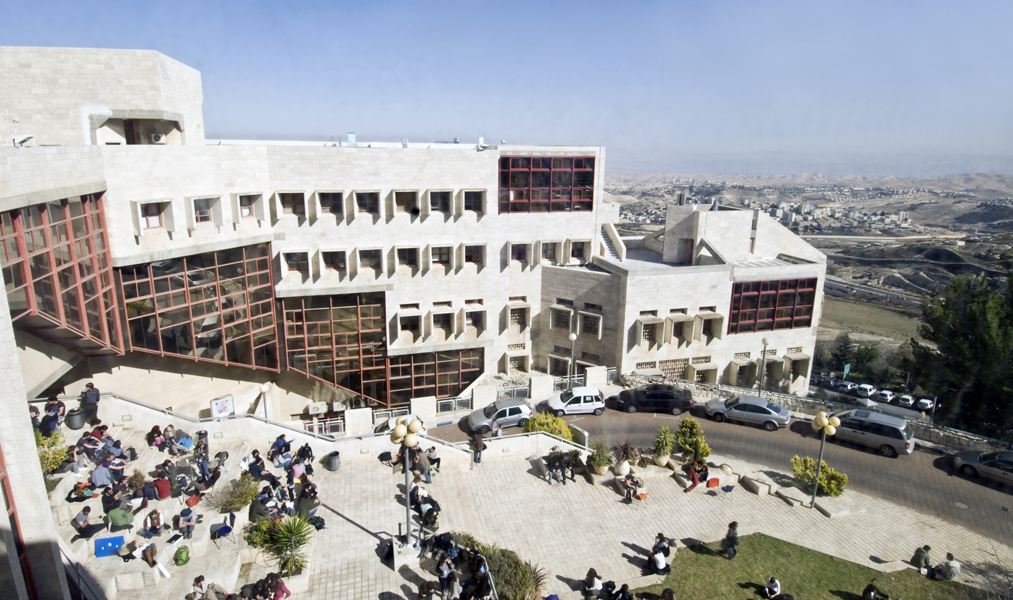
Бецалель (академия) — гора Скопус
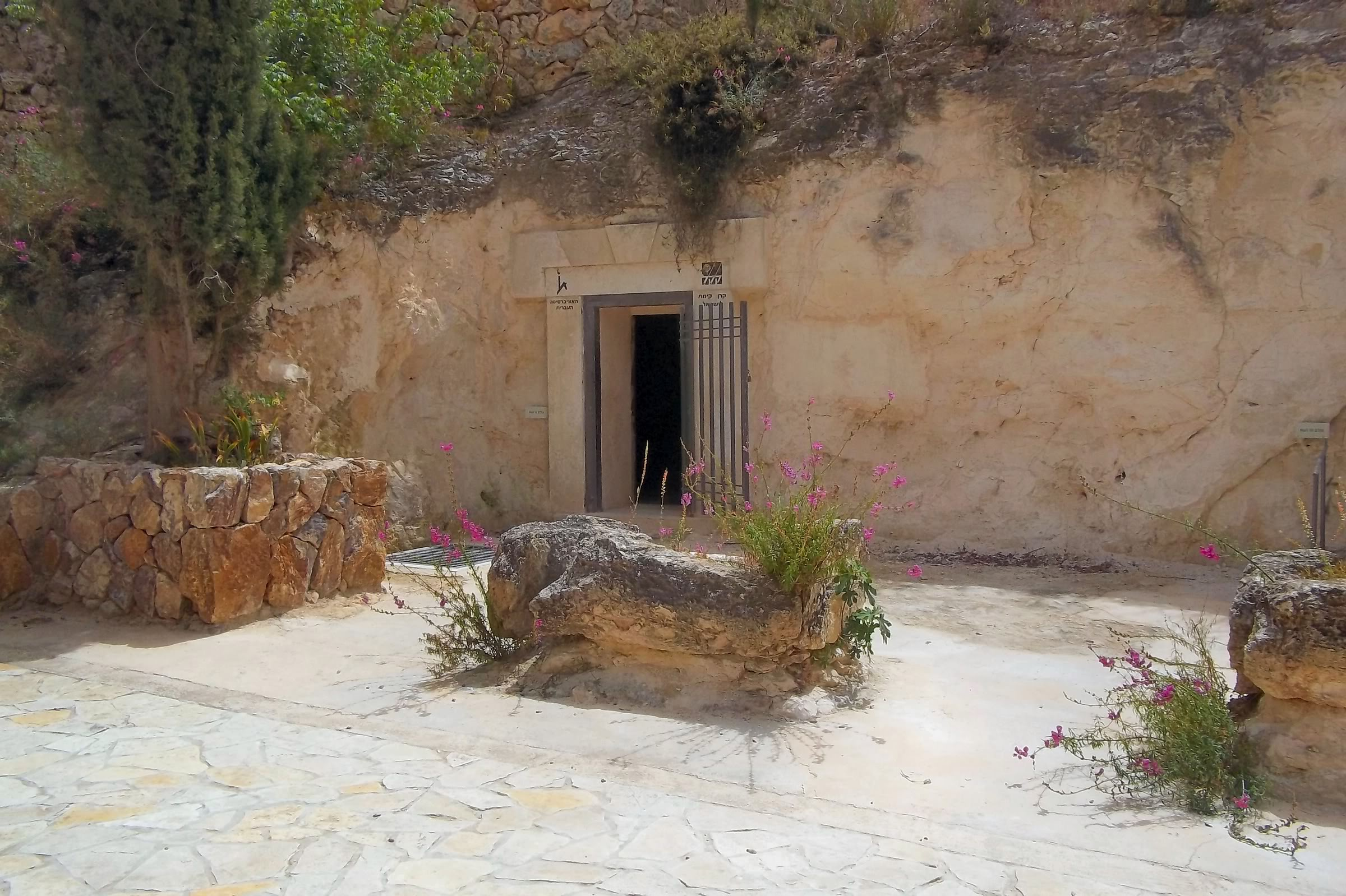
Пещера Никанора и Национальный Пантеон Израиля — гора Скопус
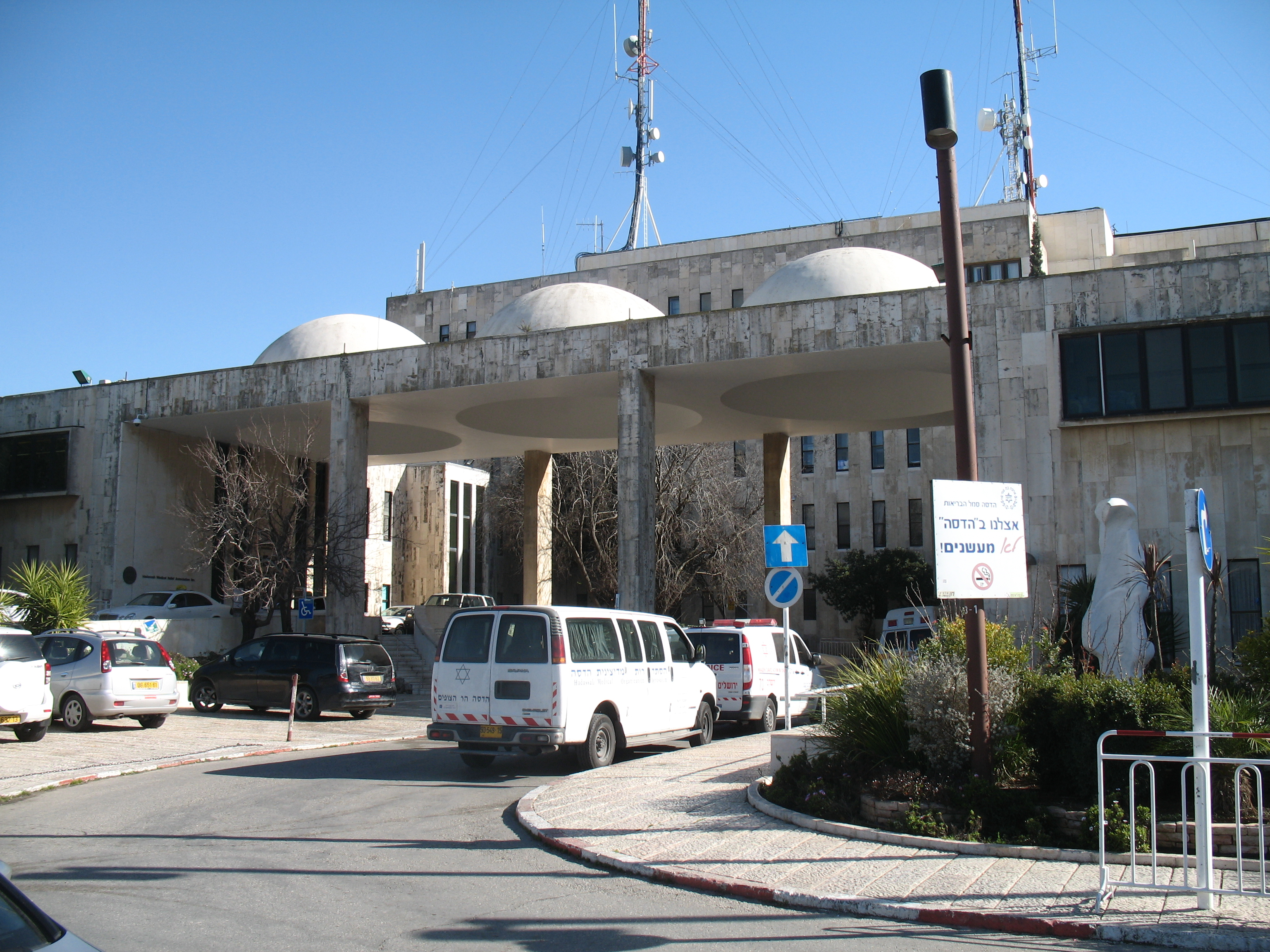
Больница Хадасса — Гора Скопус
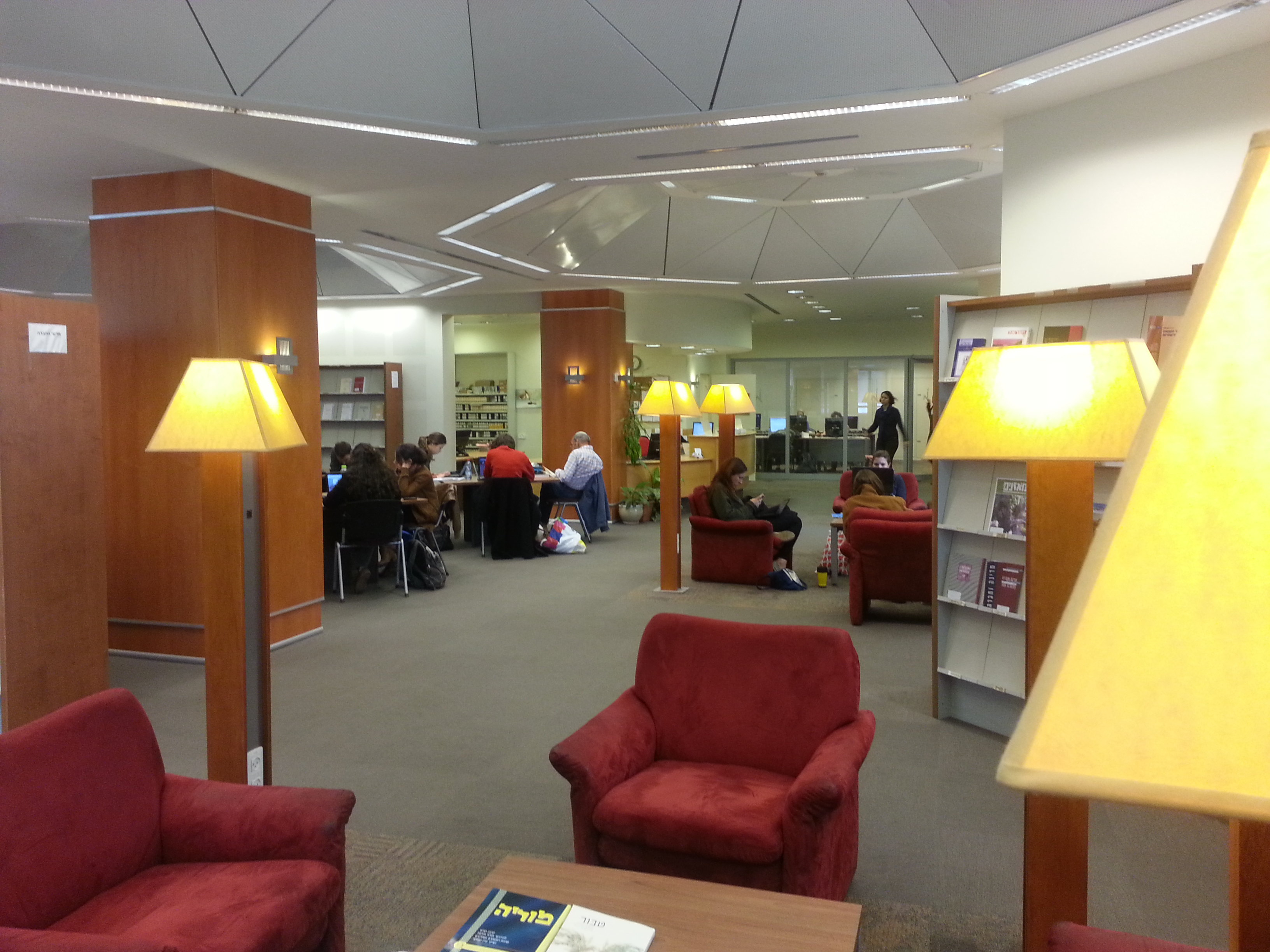
Интерьер университетской библиотеки в 2013 году
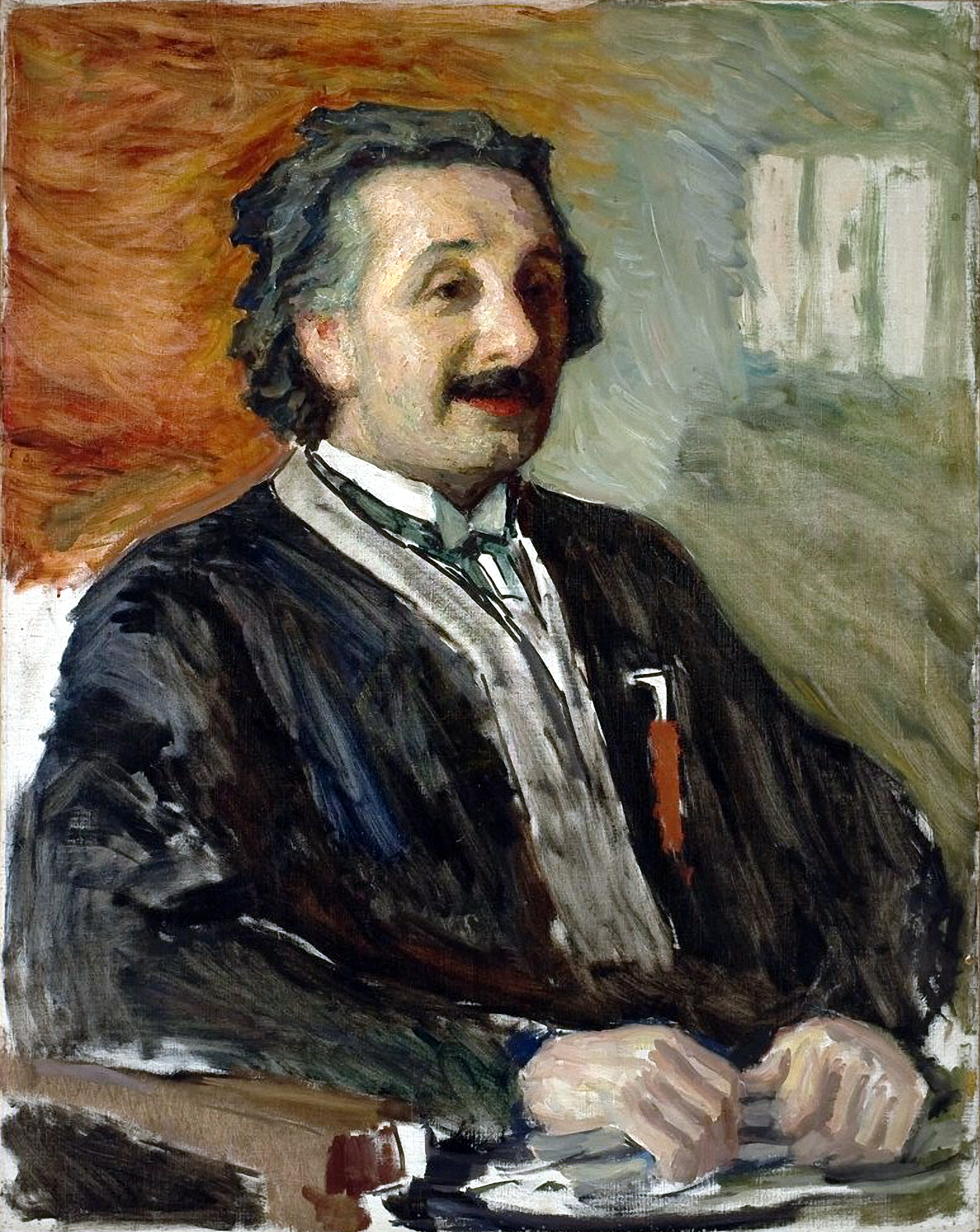
Портрет Альберта Эйнштейна (1924) кисти Леонида Пастернака, висящий в читальном зале математической библиотеки Еврейского университета[6])